# I Zwicky 18
I Zwicky 18 è una galassia nana irregolare situata a circa 59 milioni di anni luce da noi. La galassia fu identificata per la prima volta dall'astronomo Fritz Zwicky in una lastra risalente attorno al 1930.

## Caratteristiche
Degli studi compiuti circa 40 anni fa lasciarono supporre che la galassia andò incontro al suo primo fenomeno di formazione stellare diversi miliardi dopo le galassie circostanti; galassie dall'aspetto simile sono state finora osservate solo a grandissime distanze, ossia molto indietro nel tempo. Il Telescopio Spaziale Hubble, tuttavia, trovò una stella debole e antica all'interno della galassia, suggerendo che la sua formazione stellare sarebbe iniziata al massimo un miliardo di anni fa e probabilmente anche prima, fino a dieci miliardi di anni fa; la galassia perciò si sarebbe formata allo stesso tempo delle altre.
Le osservazioni allo spettroscopio hanno mostrato che I Zwicky 18 è essenzialmente composta da idrogeno ed elio, gli elementi principali creati dopo il Big Bang. Il suo aspetto fortemente primordiale suggerisce che il suo tasso di formazione stellare sia stato molto più lento di quello delle altre galassie di simile età. La galassia è stata studiata con un gran numero di telescopi, ma tuttavia resta un mistero il motivo per cui I Zwicky 18 abbia formato così poche stelle durante la sua esistenza, e perché ora il tasso di formazione sia così elevato.

## Distanza
I dati del telescopio Hubble indicano che I Zwicky 18 si trovi a 59 milioni di anni luce dalla Terra. Questa distanza, più grande di quanto inizialmente ipotizzato, spiega perché gli astronomi hanno tante difficoltà a trovare al suo interno stelle più vecchie e deboli: infatti le stelle vecchie in I Zwicky 18 sono al limite della risoluzione e sensibilità del telescopio Hubble.
All'interno della galassia sono state identificate tre variabili Cefeidi e sono stati comparati i dati trovati sulla loro magnitudine con quelli predetti dai modelli teorici. Ciò che è emerso è che la galassia possiede un bassissimo tasso di elementi pesanti, che indicano che le sue stelle si sono formate quando questi elementi non erano ancora abbondanti nell'Universo. La distanza delle Cefeidi fu convalidata anche attraverso la luminosità osservata delle giganti rosse formatesi oltre un miliardo di anni fa.

## Morfologia
I Zwicky 18 è stata classificata come galassia nana irregolare e di dimensioni molto inferiori a quelle della Via Lattea; le aree di colore tendente più al blu all'interno del centro della galassia sono due grandi aree di starburst, dove le stelle si formano ad un ritmo vertiginoso. I filamenti nebulosi blu che circondano la regione centrale sono bolle di gas che sono state soffiate via dal vento stellare e dalle esplosioni di supernovae di una prima generazione di stelle calde e giovani particolarmente massicce. Questo gas è adesso riscaldato da una intensa radiazione ultravioletta rilasciata da una nuova generazione di stelle calde e giovani.